# 매실차

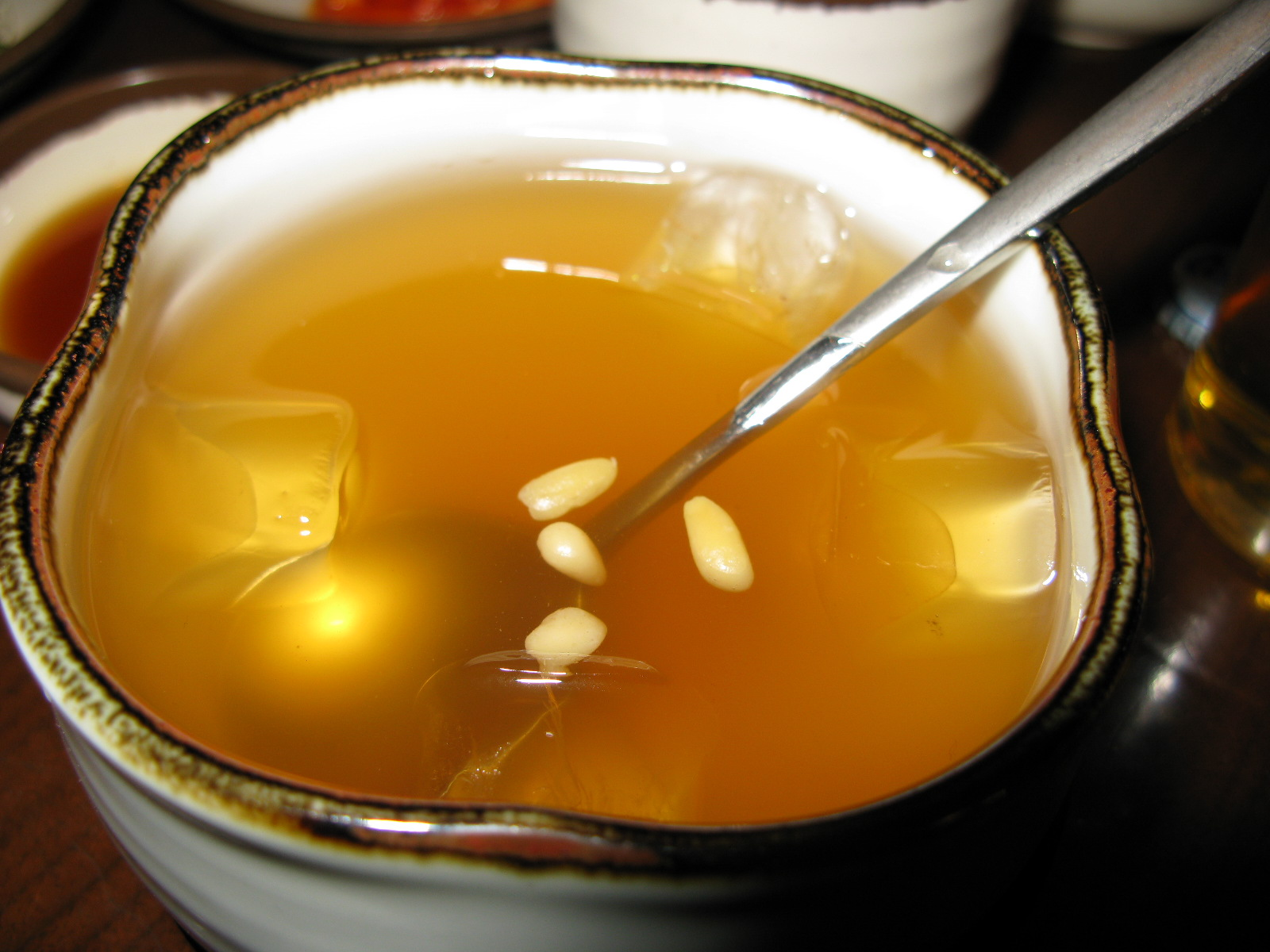
매실차

매실차(梅實茶)는 매실, 매실청, 오매로 만든 한국의 차이다. 매실차는 일반적으로 뜨거운 물이나 차가운 물에 매실청을 섞어서 만든다. 때로는 매실차를 매실 추출물로 만드는데 매실을 갈아서 소량의 물과 섞고 삼베 천으로 액체를 짜낸 다음에 햇볕에 말린다. 오매(훈제 매실)로 만든 매실차를 보통 오매차라고 부른다.

## 같이 보기
- 모과차